# Kaplica świętych Cyryla i Metodego w Warszawie
 Kaplica świętych Cyryla i Metodego – prawosławna kaplica znajdująca się w Centrum Kultury Prawosławnej przy ulicy Świętych Cyryla i Metodego 4 w Warszawie. Działa na terenie parafii św. Marii Magdaleny i pełni funkcję kaplicy akademickiej.

## Opis
Budynek, w którym znajduje się kaplica, wzniesiono w latach 1927–1930 z przeznaczeniem na internat studentów Studium Teologii Prawosławnej Uniwersytetu Warszawskiego. Na drugim piętrze urządzono kaplicę pod wezwaniem św. Mikołaja Cudotwórcy.
Jesienią 1944 budynek został zajęty przez Ministerstwo Bezpieczeństwa Publicznego. Później mieściła się tam Komenda Milicji Obywatelskiej Dzielnicy Praga-Północ. W miejscu zlikwidowanej kaplicy powstała sala konferencyjna.
Budynek został zwrócony przez Policję Polskiemu Autokefalicznemu Kościołowi Prawosławnemu w 2010. W październiku 2012 w miejscu, w którym znajdowała się kaplica św. Mikołaja, otwarto kaplicę akademicką pod nowym wezwaniem – Świętych Cyryla i Metodego. Z pierwotnego wystroju świątyni zachowały się kasetonowy sufit, podłoga i drzwi wejściowe.
W kwietniu 2013 poświęcono nowy dwurzędowy ikonostas podarowany kaplicy przez patriarchę moskiewskiego i całej Rusi Cyryla.
W latach 2014–2016 w świątyni wykonano polichromie. Ich autorem był Grzegorz Zinkiewicz. Na ścianach umieszczono 111 postaci, w tym wizerunki Ojców Kościoła i polskich świętych prawosławnych. Na ścianie ołtarzowej (wschodniej) powstała kompozycja „Eucharystia apostołów”. Z kolei na ścianie tylnej (zachodniej) zgodnie z prawosławną tradycją ikonograficzną przedstawiono powtórne przyjście Chrystusa wraz z Sądem Ostatecznym. W odróżnieniu do jasnoniebieskiego tła w części ołtarzowej i środku kaplicy, na ścianie zachodniej użyto ciemnogranatowego tła, by podkreślić dynamikę i grozę przedstawionego wydarzenia.
Kaplica służy mieszkańcom znajdującego się w budynku Centrum Metropolitalnego Domu Studenta oraz prawosławnym studentom stołecznych uczelni.
Opiekunem kaplicy jest ks. prot. Łukasz Koleda.